# Burbonci Dviju Sicilija
Burbonci Dviju Siclija (tal. Borbone delle Due Sicilie), mlađa linija španjolske kraljevske dinastije Burbonci-Anžuvinci koja je vladala područjima južne Italije od 1734. do 1861. godine, kada je dinastija zbačena s vlasti, a Kraljevina Dviju Sicilija pripojena novoutemeljenoj Kraljevini Italiji pod Savojcima.
Dinastija potječe izravno od dinastije Capet u zakonitoj muškoj liniji preko Filipa Burbonskog, vojvode Anjoua, mlađeg unuka francuskog kralja Luja XIV. (1643. – 1715.), koji je uspostavio burbonsku dinastiju u Španjolskoj 1700. godine, zadobivši krunu kao Filip V. (1700. – 1746.).
Godine 1759. Filipov mlađi unuk Ferdinand dobio je od oca, kralja Karla III. na upravu Kraljevinu Napulj i Kraljevinu Siciliju, koje je 1816. godine sjedinio u jedinstvenu Kraljevinu Dviju Sicilija. Za vrijeme Francuske revolucije borio se, jer je bio rođak francuskih Bourbona, protiv francuske revolucionarne vojske, ali je 1798. godine bio prisiljen izbjeći na Siciliju.
Sudjelovao je u ratu protiv Napoleona I. te je nakon poraza savezničkih vojski u bici kod Austerlitza (1805.) pretrpio posljedice kada je Napoleon postavio svog brata Giuseppea za napuljskog kralja. Poslije Napoleonova poraza 1814. godine, francuskom maršalu Muratu doopušteno je da zadrži napuljsko prijestolje, što je izazvalo oštar otpor Ferdinanda IV. i njegovih pristalica. Ipak, sljedeće godine Murat je svrgnut s prijestolja jer je opet pristao uz Napoleona, a Ferdinand IV. se vratio u Napulj te je 1816. godine proveo ujedinjenje dviju kraljevina u jedinstvenu Kraljevinu Dviju Sicilija kao Ferdinand I. Tijekom svoje vladavine Ferdinand I. je ugušio revoluciju 1820. godine.
Godine 1825. prijestolje je nasljedio Ferdinandov sin Franjo I. (1825. – 1830.) koji je državom vladao apsolutistički. Njega je naslijedio sin Ferdinand II., kralj Dviju Sicilija (1830. – 1859.), koji je nakon početnog provođenja modernizacije zemlje zaveo policijski režim. Za revolucije 1848. godine svrgnut je s vlasti, ali ju je krvavo ugušio i nastavio vladati apsolutistički.
U jeku borbe za nacionalno ujedinjenje Italije vlast u Kraljevini Dviju Sicilija preuzeo je Franjo II. (1859. – 1861.), sin Ferdinanda II. koji se tijekom napada Giuseppea Garibaldija 1861. godine odrekao prijestolja, da bi Viktor Emanuel II. pripojio njegovu kraljevinu u jedinstvenu Kraljevinu Italiju.

## Popis vladara iz dinastije Bourbon-Dviju Sicilija

### Napuljski kraljevi
- Karlo VII. (1734. – 1759.)
- Ferdinand IV. (1759. – 1806.) i (1815. – 1816.)

### Sicilski kraljevi
- Karlo V. (1735. – 1759.)
- Ferdinand III. (1759. – 1816.)

### Kraljevi Dviju Sicilija
- Ferdinand I. (1816. – 1825.)
- Franjo I. (1825. – 1830.)
- Ferdinand II. od Dviju Sicilija (1830. – 1859.)
- Franjo II. (1859. – 1861.)